# Frango na púcara

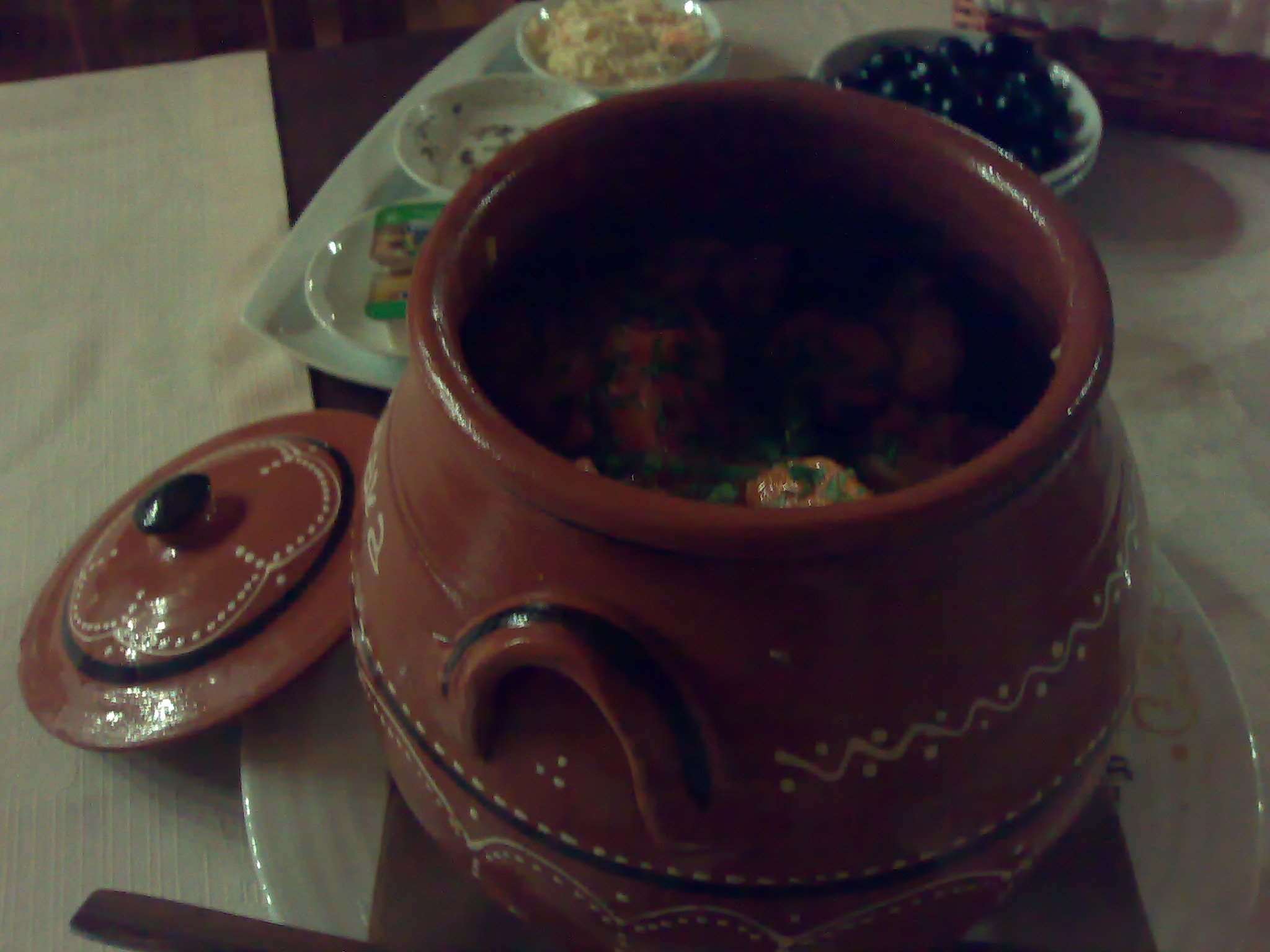
Frango na púcara.

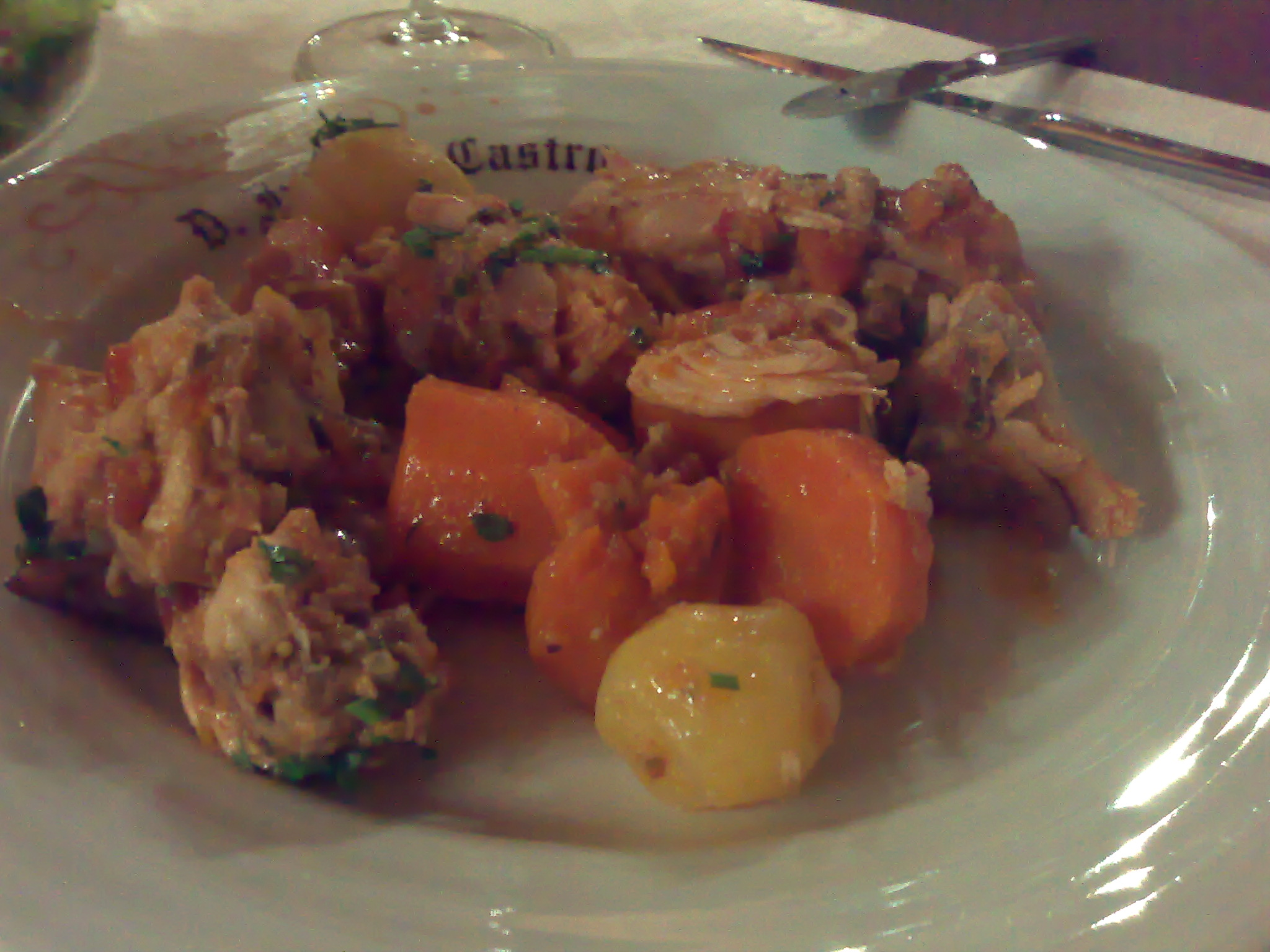
Frango na púcara, já servido.

Frango na púcara é um prato típico da culinária de Portugal. Mais concretamente, faz parte da gastronomia da cidade de Alcobaça, onde foi criado na década de 1960, possivalmente inspirado na cozinha ancestral da região.
Tal como o nome sugere, é preparado numa panela de barro denominada púcara. Em Alcobaça, é possível adquirir essas panelas, específicas para este prato.
Para além do frango, o prato é preparado com presunto, chouriço, tomate, cebola, cenoura, manteiga, vinho do Porto, aguardente velha, mostarda, alho, louro, sal e pimenta, entre outros ingredientes possíveis.
Estes ingredientes são todos levados ao lume numa púcara, que deve ser tapada com a sua tampa de barro, até que o frango esteja alourado. Nessa altura, a púcara deve ser destapada, até que o frango acabe de cozer. Algumas receitas sugerem também a colocação da púcara no forno, com a tampa.
Pode ser servido com batata cozida, batata frita, batata palha, arroz ou puré de batata.